# Посольство України в Німеччині

Консульські округи України в Німеччині

Посольство України в Німеччині — дипломатична місія України в Німеччині, розміщена у Берліні.

## Завдання посольства
Основне завдання Посольства України в Берліні представляти інтереси України, сприяти розвиткові політичних, економічних, культурних, наукових та інших зв'язків, а також захищати права та інтереси громадян і юридичних осіб України, які перебувають на території Німеччини.
Посольство сприяє розвиткові добросусідських відносин між Україною і Федеративною Республікою Німеччиною на всіх рівнях, з метою забезпечення гармонійного розвитку взаємних відносин, а також співробітництва з питань, що становлять взаємний інтерес. Посольство виконує також консульські функції.

## Будівля посольства в Берліні
Штаб-квартира колишнього адміністративного будинку муніципального газу працює в Берлін-Мітте. Споруджено будівлю в 1910 році за проєктом відомого німецького архітектора Людвіга Гофмана. Будівля перебудовувалася в 1992 році. На даний момент будівля посольства входить до списку культурної спадщини як частина архітектурного ансамблю міста Фрідріха Вільгельма.

## Історія посольства 1918–1923

Посольство УНР в Берліні. 1918–1923

Українська Народна Республіка, яка 9 лютого 1918 року була визнана Німецькою імперією як самостійна і незалежна, придбала приміщення під посольство за адресою: Берлін НВ 40, Кронпрінценуфер, 10.
17 березня 1918 році УНР направило до Берліна тимчасового представника УНР до Німецької Держави Олександра Севрюка.
17 травня 1918 року Уряд Української Держави зобов'язав Олександра Севрюка передати всі справи першому секретарю посольства Омеляну Козію. 1 липня 1918 року до Берліна прибув перший посол Української Держави в Німецькій імперії барон Федір Штейнгель. 11 лютого 1919 року після відновлення Української Народної Республіки послом УНР в Берліні став Микола Порш. Після його відставки з 16 березня 1921 року повіреним у справах УНР став Роман Смаль-Стоцький, який з 9 квітня 1921 року був у ранзі посла.
У січні 1923 року поліцай-президент Берліна повідомляє посла УНР Романа Смаль-Стоцького про визнання Німецькою Державою Української СРР і пропонує йому залишити приміщення посольства. А 6 лютого 1923 року, не чекаючи рішення судових органів, посольство УНР в Берліні було закрито.

### Структура посольства

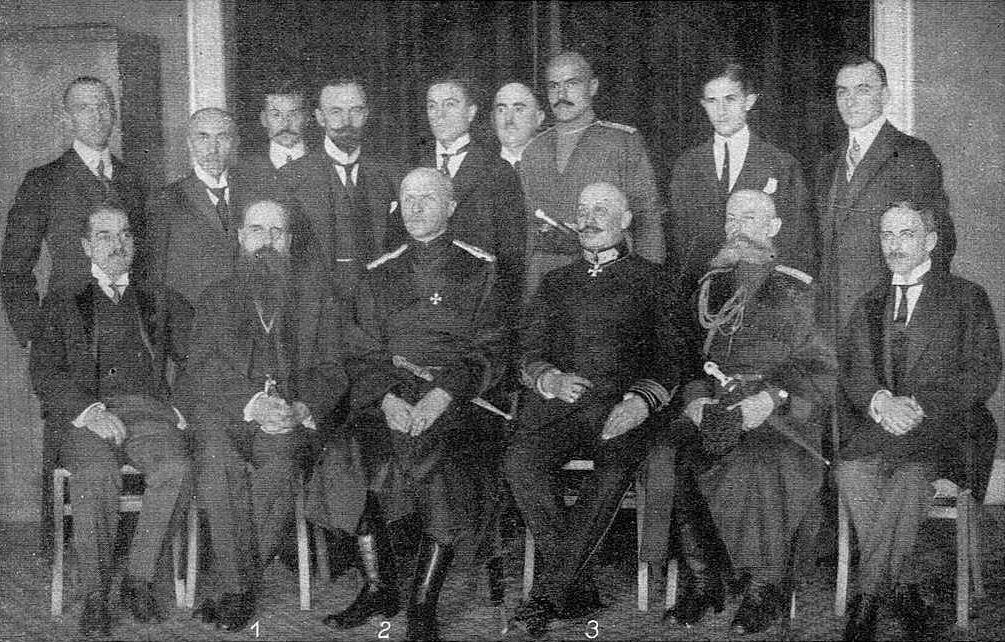
Гетьман Павло Скоропадський зі співробітниками посольства Української Держави у Берліні

- Дипломатичний відділ
- Господарський відділ
- Канцелярія
- Консульський відділ
- Інформаційний відділ

### Склад посольстваУДв Берліні
- Надзвичайний Посол і Повноважний Міністр УД
- Радник — Роман Смаль-Стоцький
- Радник — Іванов Олександр Іванович
- 1-й секретар — Омелян Козій
- Старший секретар — Товстоліс Іван Іванович
- Секретар — Володимир Левицький
- Секретар — Густав Фрід
- Секретар — Віктор Ланін
- Секретар — Козловський Всеволод Олександрович
- Перекладач — Олекса Шостаков
- Перекладач — Ольга Шостакова
- Старший урядовець — Юрій Павлович
- Старший урядовець — Володимир Хотько
- Торговельний агент — д-р Страдомський Микола Федорович
- Аташе — Дмитро Матвієв
- Бухгалтер — Антон Коваленко
- Дипломатичний кур'єр — Пожидаєв Володимир[2]
- Дипломатичний кур'єр — Олександр Макаров

### Склад ПосольстваУНРв Берліні

Група співробітників посольства УНР у Берліні (Німеччина).

- Надзвичайний Посол і Повноважний Міністр УНР
- Радник — Роман Смаль-Стоцький
- Секретар — Володимир Левицький
- в.о. Секретаря — Юрій Павлович
- т.в.о. Секретаря — Володимир Хотько
- Старший урядовець — Антон Коваленко
- Старший урядовець — Володимир Пожидаєв
- Молодший урядовець — Олександр Гуманський
- Завідувач консульським відділом — Григорій Петренко
- Урядовець консульського відділу — Микола Слива
- Друкарка німецькою — Маргарита Леш
- Друкарка українською — Берта Даревська
- Референт інформаційного відділу — Густав Шпехт
- Друкарка інформаційного відділу — Марта Пауль
- Друкарка інформаційного відділу — Марта Шольц.

### Консульства УД та УНР в Німеччині
- Генеральне консульство УНР у Мюнхені — Василь Оренчук[3]

## Історія посольства з 1992
Після проголошення незалежності Україною 24 серпня 1991 року ФРН визнала Україну 26 грудня 1991 року. 17 січня 1992 року між Україною та ФРН було встановлено дипломатичні відносини.. Посольство України в Німеччині було відкрито у квітні 1992 року.

### Структура посольства
- Посол
- Радник-посланник
- Радник
- Перший секретар
- Третій секретар
- Аташе
- Відділення Посольства України у Бонні

### Торгово-економічна місія
- Керівник ТЕМ, Радник-посланник
- Заступник керівника ТЕМ, І секретар
- Експерт ТЕМ

### Військовий аташе
- Аташе з питань оборони
- Військовий аташе
- Військово-повітряний, військово-морський аташе

### Консульський відділ Посольства України у ФРН
Консульський відділ Посольства України у ФРН
Компетенція консульського відділу розповсюджується на федеральні землі: Берлін, Бранденбург, Саксонія-Ангальт, Саксонія, Тюрингія, Мекленбург — Передня Померанія.
Відділення Посольства України у Бонні
- Керівник відділення Посольства

1. Новосьолов Олександр Борисович (1999-2000)
2. Соколовський Богдан Іванович (2000-2001)
3. Ільницький Анатолій Валер'янович
4. Баран Ярослав Володимирович
5. Єгоров Владислав Євгенович (2013-2015)

Генеральне консульство України у Дюссельдорфі
Компетенція розповсюджується на федеральні землі: Північний Рейн-Вестфалія.
- Генеральний консул України з 2015 р.

1. Єгоров Владислав Євгенович (з 2015)

Генеральне консульство України у Франкфурті-на-Майні
Компетенція розповсюджується на федеральні землі: Рейнланд-Пфальц, Саар, Гессен.
- Генеральний консул України з 2002 р.

1. Ярмілко Юрій Анатолійович (2002—2006)
2. Новосьолов Олександр Борисович (2007—2010)
3. Черніюк Альберт Володимирович (2010—2014)
4. Польова Алла Валентинівна (2014-)

Генеральне консульство України у Гамбурзі
Компетенція розповсюджується на федеральні землі: Шлезвіг-Гольштейн, Гамбурґ, Бремен, Нижня Саксонія.
- Генеральний консул України з 2002 р.

1. Лазуто Юрій Кирилович (2002—2007)
2. Мельник Андрій Ярославович (2007—2012)
3. Ярмілко Юрій Анатолійович (2012—2015)
4. Тарасюк Оксана Борисівна (2015-)

Генеральне консульство України у Мюнхені
Компетенція розповсюджується на федеральні землі: Баварія, Баден-Вюртемберг.
- Генеральний консул України 1918—1919 рр., з 1992 р.

1. Оренчук Василь Якович (1918—1919)
2. Пономаренко Анатолій Георгійович (1992—1994)
3. Хоружий Григорій Фокович (1995—1998)
4. Косих Георгій Євгенович (1998—2002)
5. Степанов Валерій Анатолійович (2002—2007)
6. Ярмілко Юрій Анатолійович (2007—2012)[7]
7. Костюк Вадим Валентинович (2012—2017)
8. Ярмілко Юрій Анатолійович (2017-)

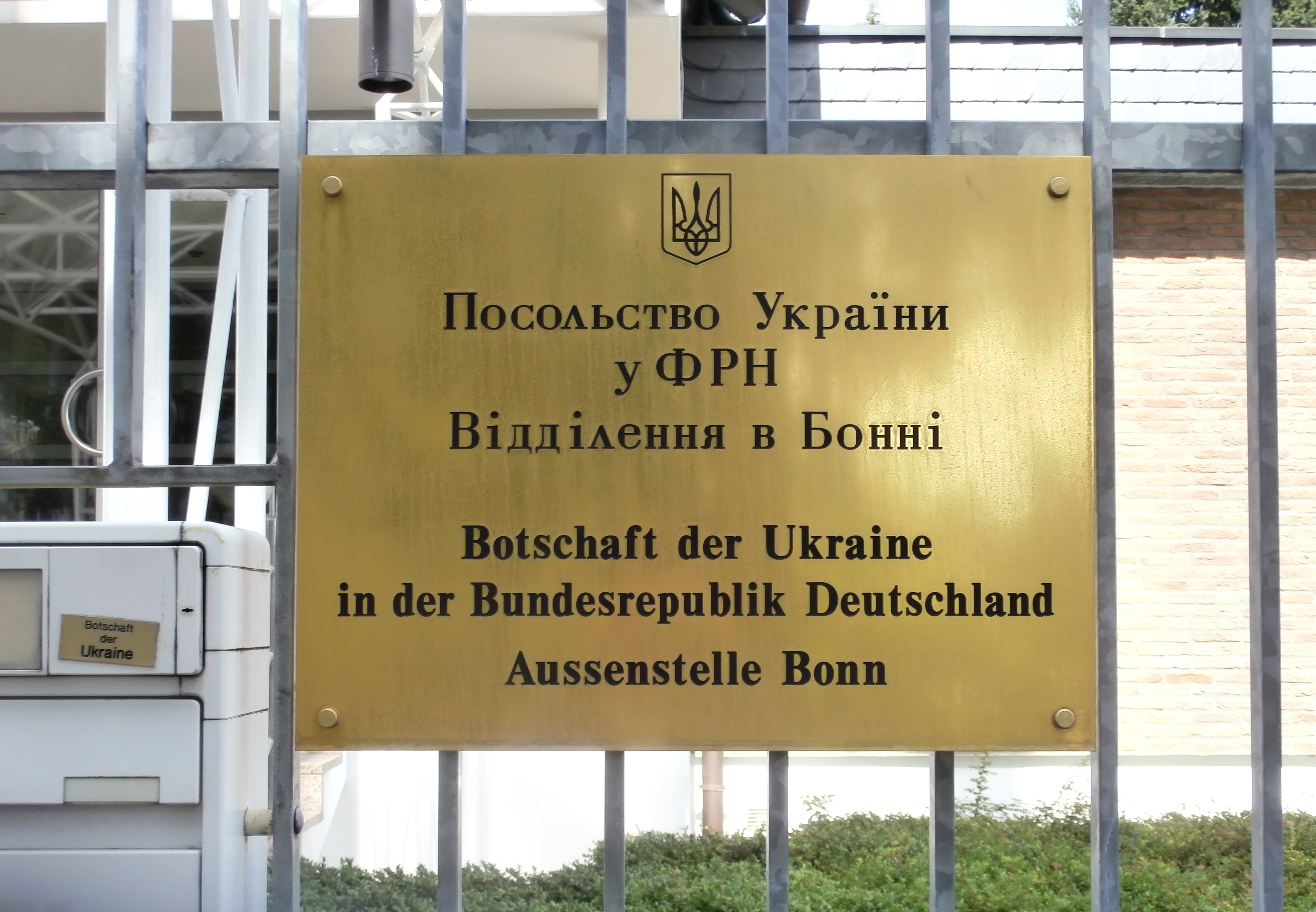
Відділення Посольства України в Бонні
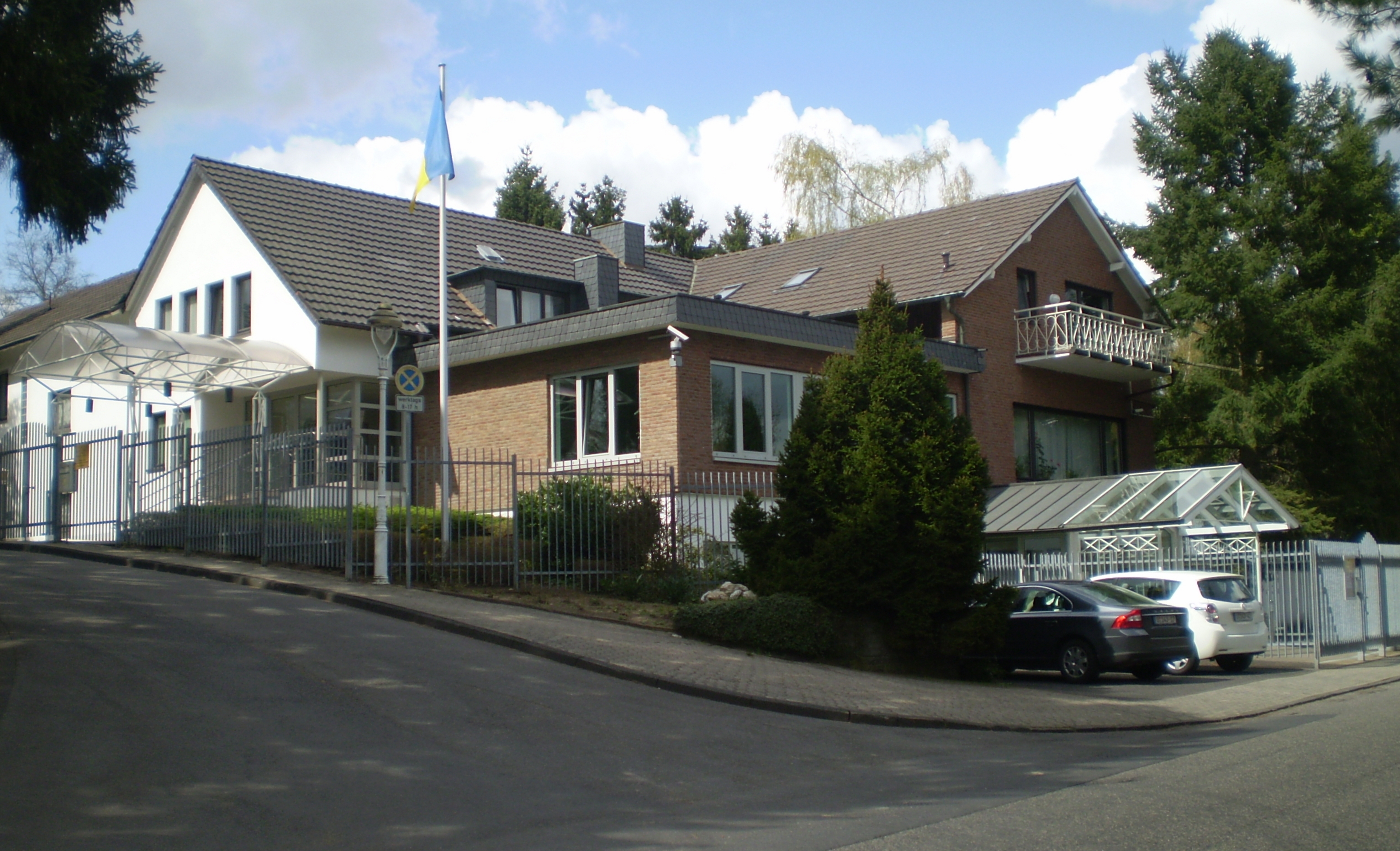
Відділення Посольства України в Бонні
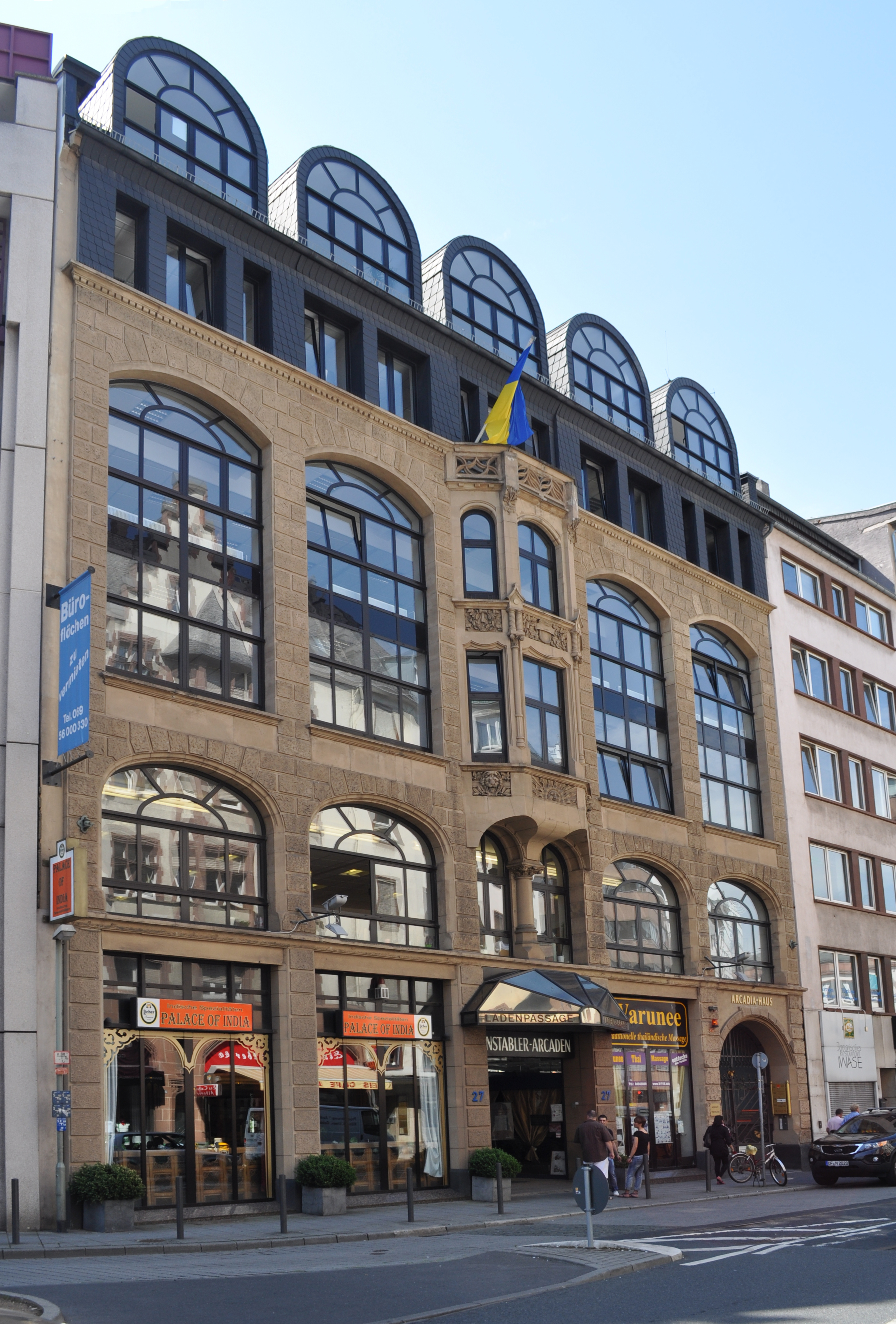
Ген.консульство України у Франкфурт-на-Майні
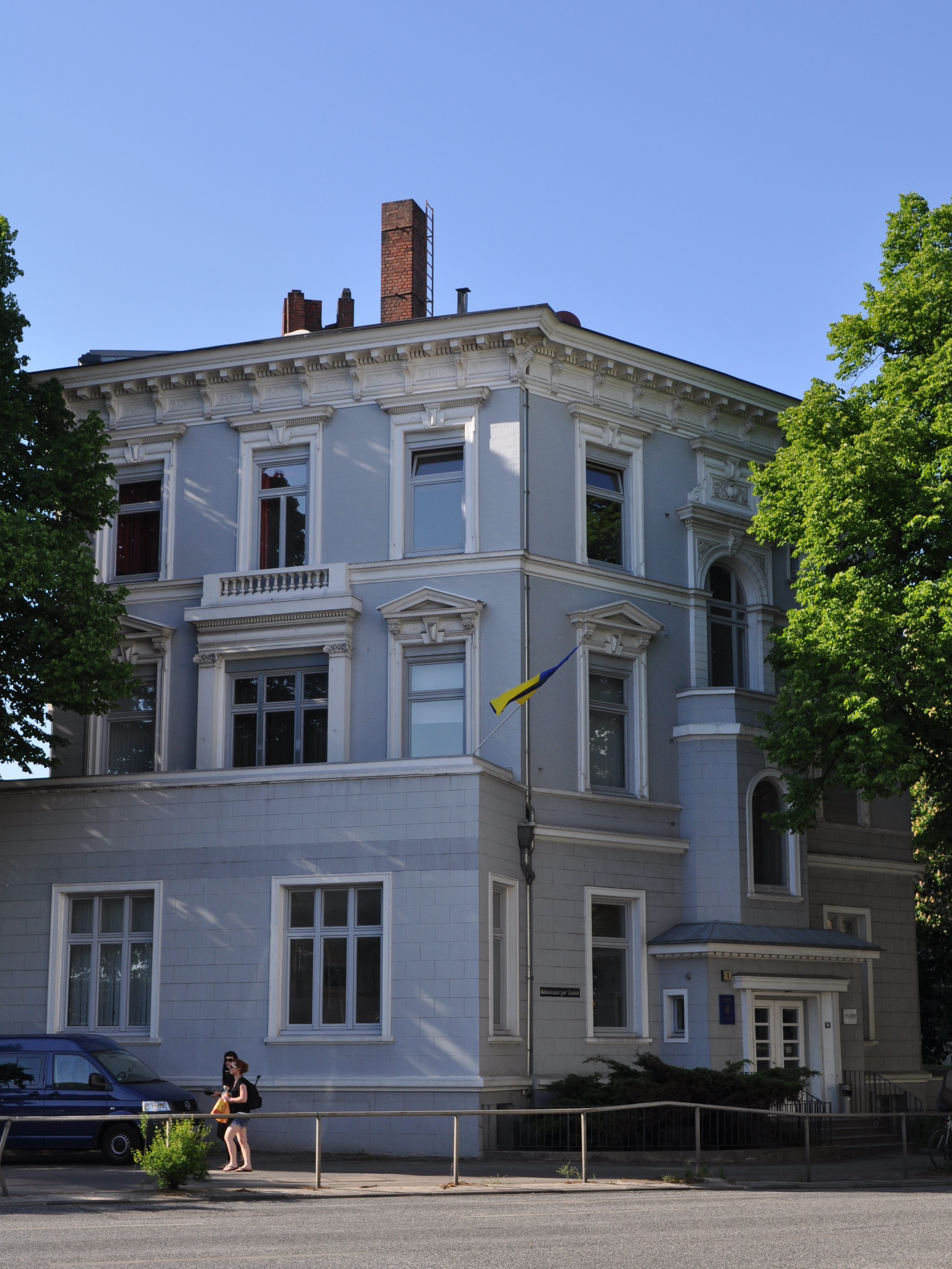
Ген.консульство України у Гамбурзі
Посольство УНР в Берліні. 1918–1923
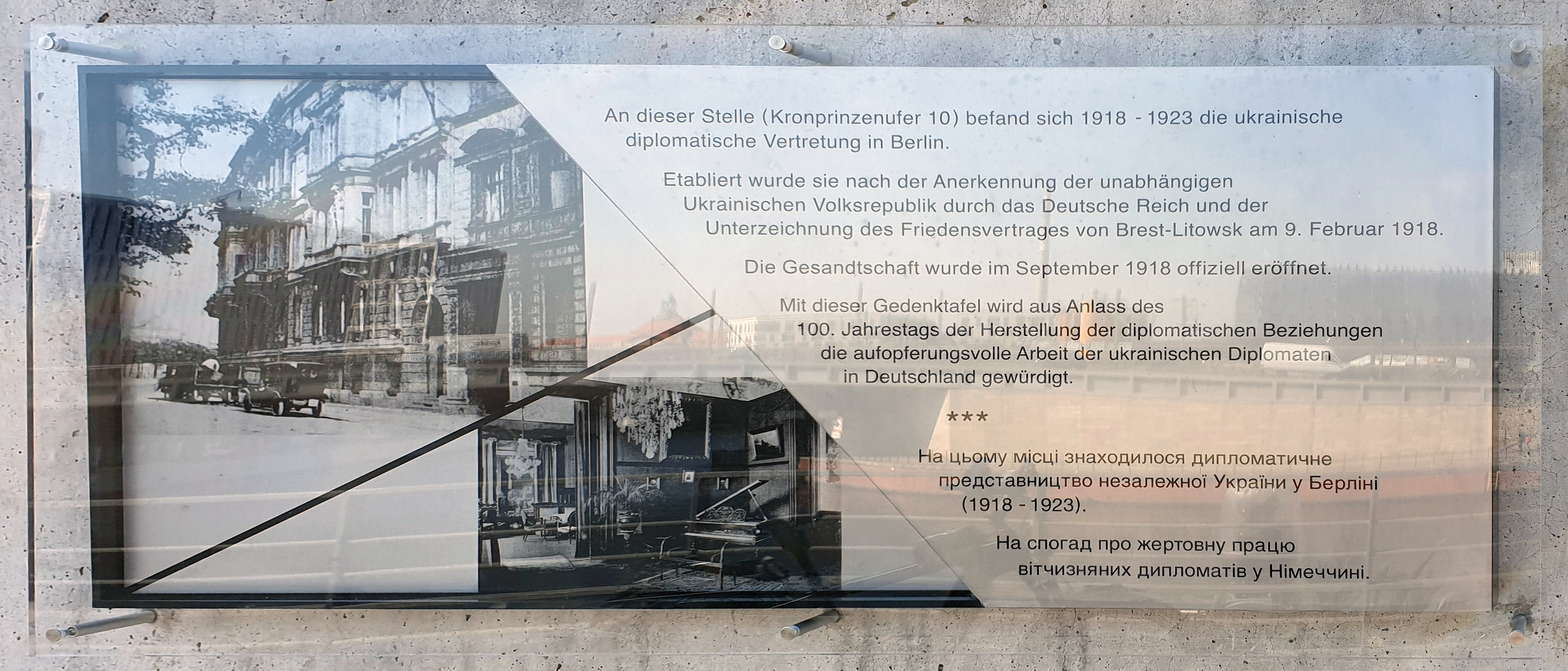
Меморіальна дошка на Людвіг-Ерхард-Уфер, на місці посольства УНР в Берліні, 1918–1923

## Керівники дипломатичної місії
| N    | Країна             | Посол                            | Зображення | Інформація                       |
| ---- | ------------------ | -------------------------------- | ---------- | -------------------------------- |
| т.п. | УНР                | Севрюк Олександр Олександрович   |            | (1918) Тимчасовий повірений      |
| т.п. | УНР                | Козій Омелян                     |            | (1918) Тимчасовий повірений      |
| 1    | Українська Держава | Штейнгель Федір Рудольфович      |            | (1918) Посол                     |
| 2    | УНР                | Порш Микола Володимирович        |            | (1918-1920) Посол                |
| 3    | УНР                | Смаль-Стоцький Роман Степанович  |            | (1920-1923) Посол                |
| т.п. | УНР                | Василько Микола Миколайович      |            | (1923) Тимчасовий повірений      |
| 4    | УРСР               | Ауссем Володимир Християнович    |            | (1921-1923) Представник          |
| т.п. | УРСР               | Богомолов Дмитро Васильович      |            | (1923) Тимчасовий повірений      |
| 5    | Україна            | Пісковий Іван Миколайович        |            | (1992-1994) Посол                |
| 6    | Україна            | Костенко Юрій Васильович         |            | (1994-1997) Посол                |
| 7    | Україна            | Пономаренко Анатолій Георгійович |            | (1997-2003) Посол                |
| 8    | Україна            | Фареник Сергій Анатолійович      |            | (2003-2005) Посол                |
| т.п. | Україна            | Балтажи Микола Федорович         |            | (2005-2006) Тимчасовий повірений |
| 9    | Україна            | Долгов Ігор Олексійович          |            | (2006-2008) посол                |
| т.п. | Україна            | Чорнобривко Євген Миколайович    |            | (2008) Тимчасовий повірений      |
| 10   | Україна            | Зарудна Наталія Миколаївна       |            | (2008-2011) посол                |
| т.п. | Україна            | Химинець Василь Васильович       |            | (2011-2012) Тимчасовий повірений |
| 11   | Україна            | Клімкін Павло Анатолійович       |            | (2012-2014) посол                |
| т.п. | Україна            | Химинець Василь Васильович       |            | (2014) Тимчасовий повірений      |
| 12   | Україна            | Мельник Андрій Ярославович       |            | (2014—2022) посол                |
| 13   | Україна            | Макеєв Олексій Сергійович        |            | (з 2022) посол                   |